# Beşyol, Bornova
Beşyol là một xã thuộc huyện Bornova, tỉnh İzmir, Thổ Nhĩ Kỳ. Dân số thời điểm năm 2010 là 252 người.